# Daniel Cousin
Daniel Michel Cousin (Libreville, Gabón, 2 de febrero de 1977) es un exfutbolista gabonés que se desempeña como delantero. Ha desempeñado casi toda su carrera deportiva en Francia, jugando también en Inglaterra, Escocia y Grecia.
Con la selección de fútbol de Gabón debutó en el año 2000. Disputó la Copa de África de 2000, la de 2010 y la de 2012. En 2006 fue nombrado capitán de su selección, ejerciendo como tal hasta su retiro de la misma. Tras su retirada comenzó a ejercer de mánager de la propia selección de Gabón.

## Clubes
| Club             | País       | Año       | Partidos | Goles |
| FC Martigues     | Francia    | 1997-1998 | 36       | 5     |
| Chamois Niortais | Francia    | 1998-2000 | 46       | 5     |
| Le Mans FC       | Francia    | 2000-2004 | 129      | 44    |
| RC Lens          | Francia    | 2004-2007 | 101      | 26    |
| Rangers FC       | Escocia    | 2007-2008 | 28       | 11    |
| Hull City AFC    | Inglaterra | 2008-2010 | 31       | 4     |
| AE Larisa        | Grecia     | 2010-2011 | 36       | 8     |
| Sapins FC        | Gabón      | 2011-2012 | 13       | 11    |